# Subaru WRX
Der Subaru WRX ist ein sportlicher Wagen der Kompaktklasse mit Allradantrieb. Ursprünglich wurde der WRX auf Basis des Subaru Impreza für die Rallye-Weltmeisterschaft 1992 entworfen. Laut Subaru steht der Name WRX für englisch World Rallye experimental. Bis 2013 repräsentierten die Namen „WRX“ und „WRX STI“ die turbogeladenen Versionen des Impreza. Ab 2014 wurde der WRX vom Impreza-Modell abgetrennt und als eigenes Modell vermarktet. Außerdem erhielt er eine andere Karosserie, welche nur noch als Limousine erhältlich ist.
Der WRX ist weltweit für seine Rallyeherkunft bekannt und wird oft mit den Farben blau und gold/gelb assoziiert, weil die Rallyefahrzeuge klassisch diese Farben hatten. Der WRX zeichnet sich optisch besonders durch eine Lufthutze aus, zusätzlich bei den STI Modellen auch noch ein auffälliger Heckflügel.
In Deutschland wurde ab dem Modelljahr 2008 der Verkauf der Ausstattungslinie „WRX“ eingestellt und nur noch die Höchstausstattung „WRX STI“ angeboten. Diese Entscheidung wurde auch beim Verkaufsstart der ersten Generation (VA) übernommen, weshalb Deutschland 2014 nur den „WRX STI“ und nicht das Basismodell „WRX“ erhielt.

## Impreza-basierte Modelle (1992–2014)
Die ersten drei Generationen des WRX basierten auf dem Subaru Impreza. Der WRX und WRX STI repräsentierten bis 2013 die Ausstattungslinien mit Turbo-Motorisierung.

Impreza-basierte Modelle (Karosserieform: Limousine)
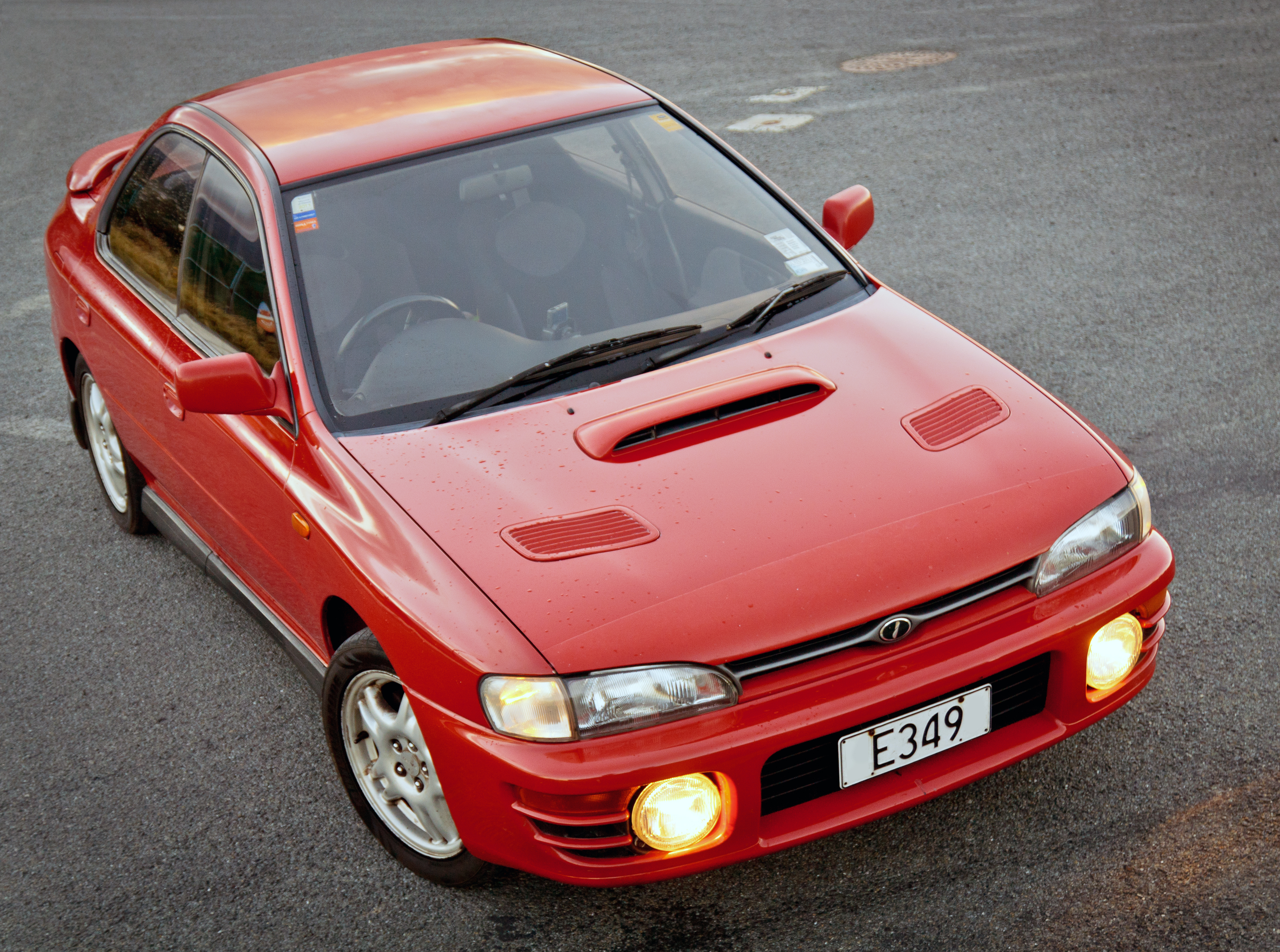
Impreza WRX (1. Generation) Bj. 1995
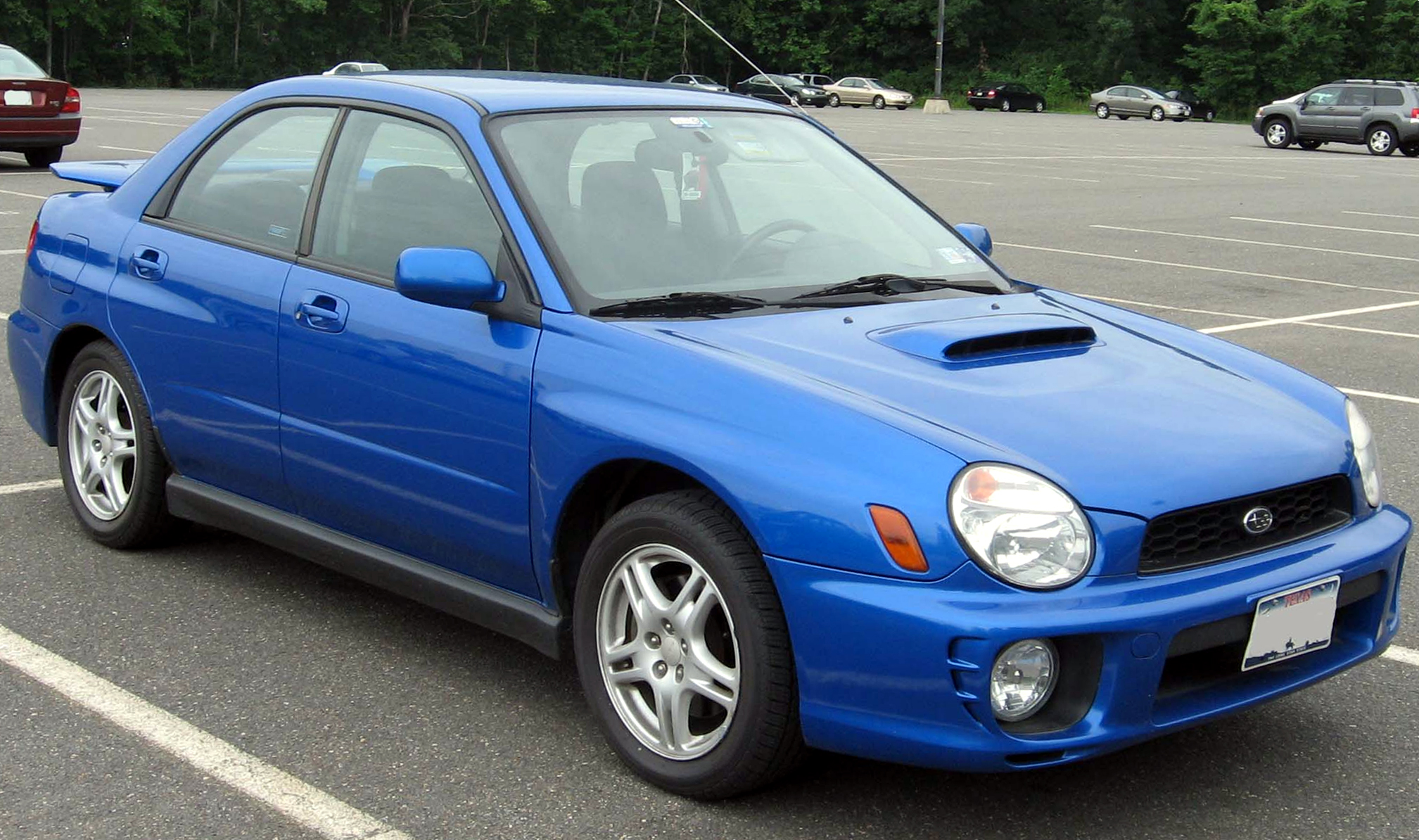
Impreza WRX (2. Generation, Vor-Facelift) Bj. 2002
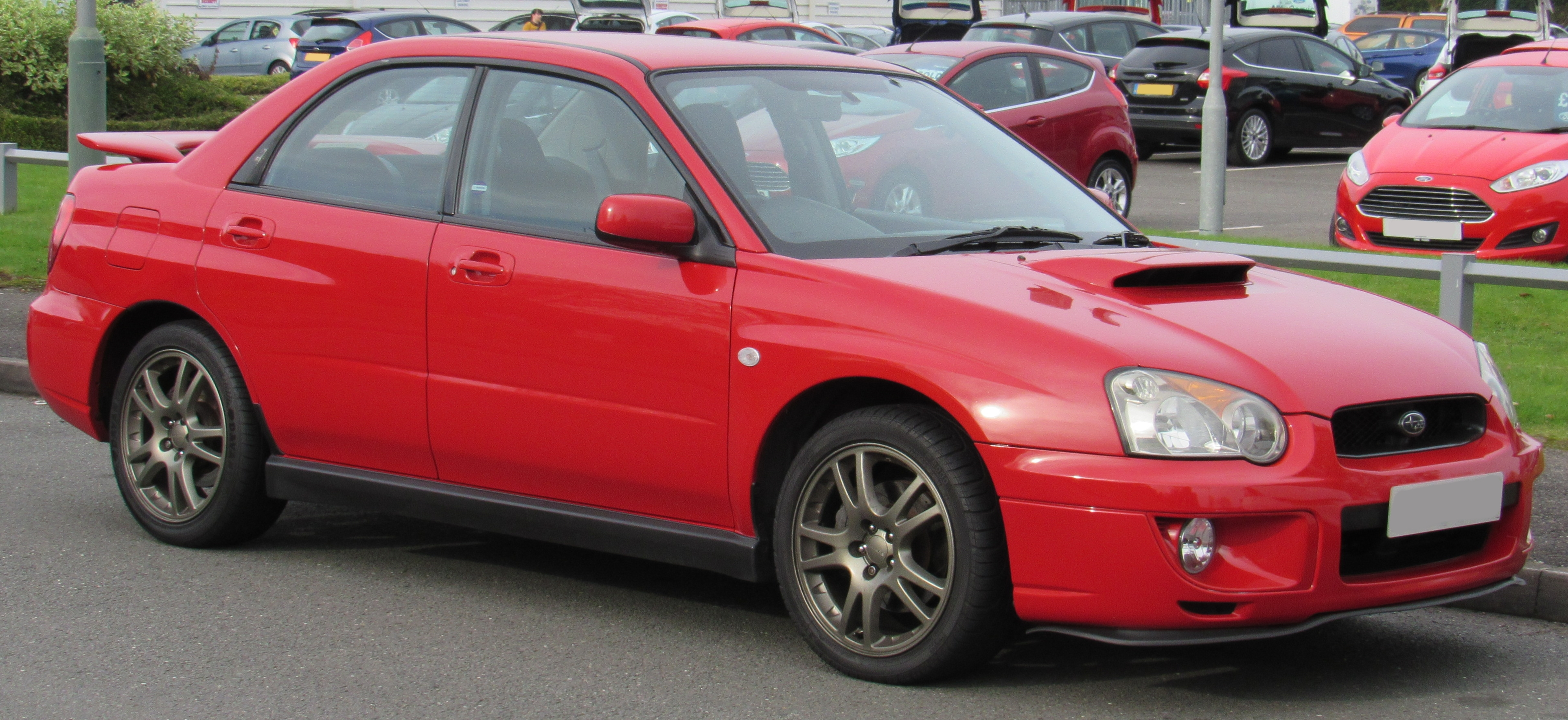
Impreza WRX (2. Generation, erstes Facelift) Bj. 2003
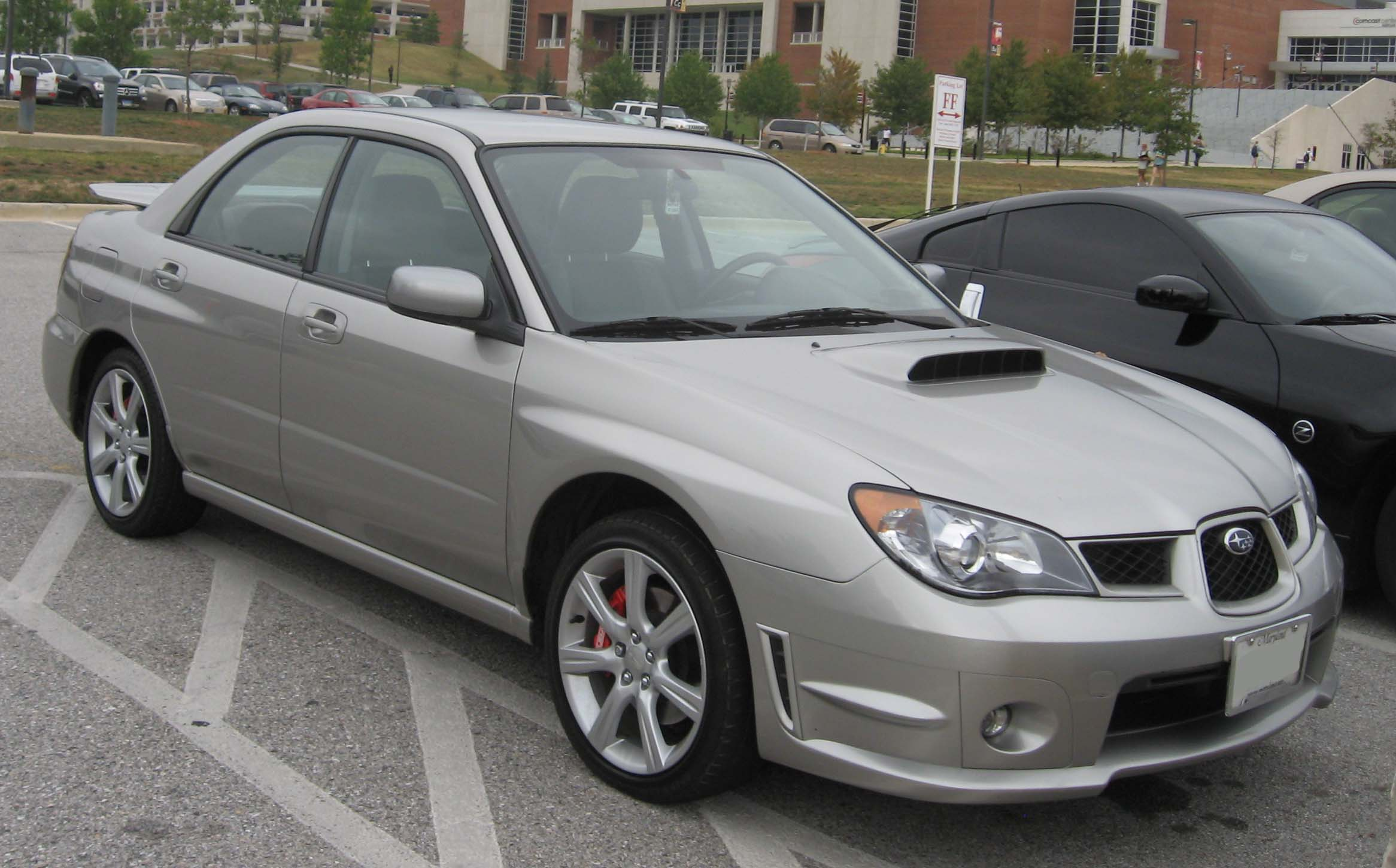
Impreza WRX (2. Generation, zweites Facelift) Bj. 2006
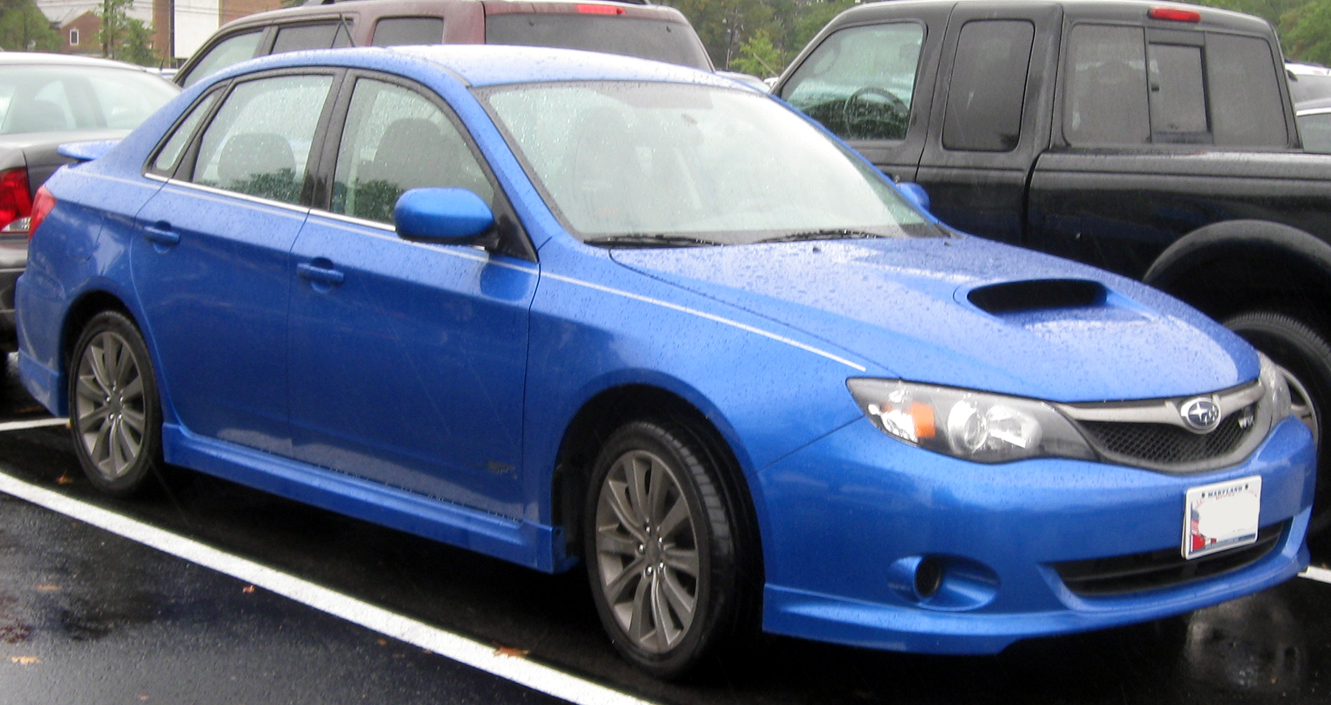
Impreza WRX (3. Generation) Bj. 2010

Impreza-basierte Modelle (Karosserieform: Fließheck/Kombinationskraftwagen)
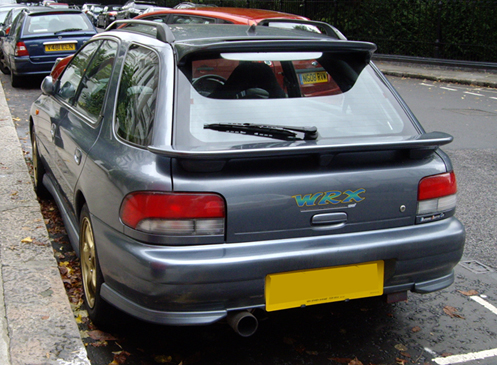
Impreza WRX STI (1. Generation) nur Japan
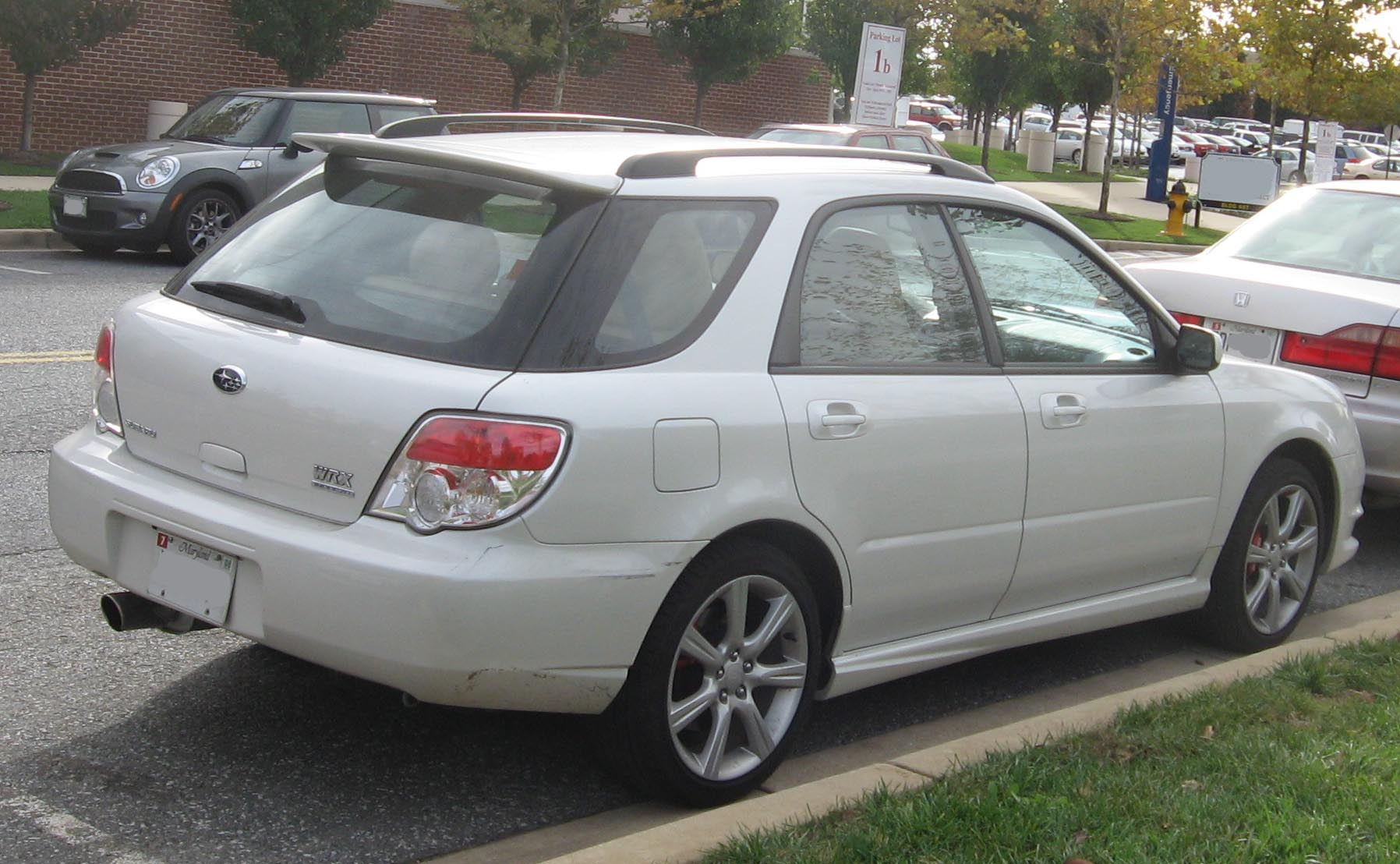
Impreza WRX (2. Generation) Bj. 2006
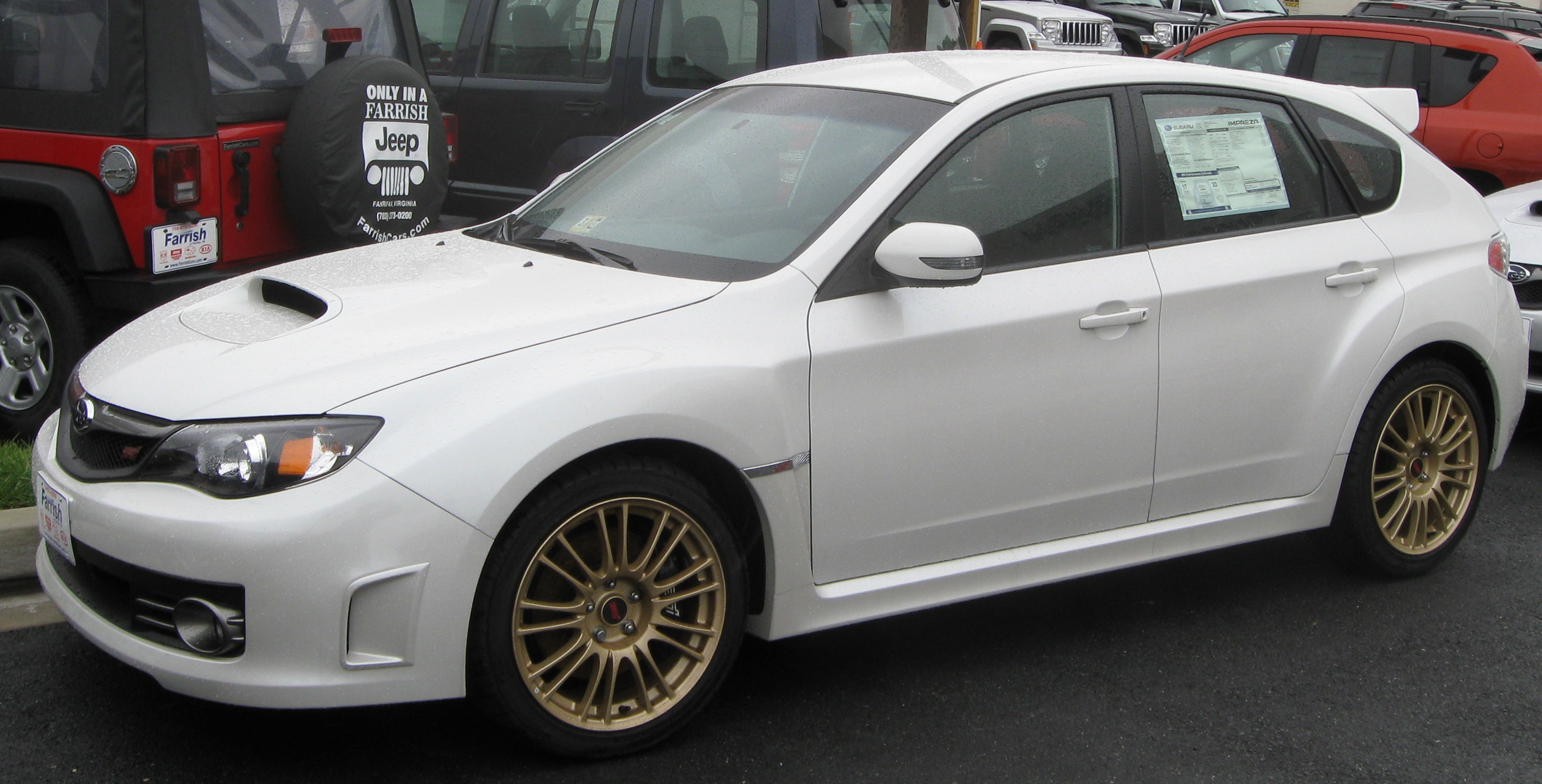
Impreza WRX STI (3. Generation) Bj. 2009

## Erste Generation (VA; 2014–2021)
Der Verkaufsstart der VA-Generation des WRX war 2014. Hier entschied sich Subaru dazu, WRX und WRX STI als eigene Modelle zu vermarkten, und nicht mehr als Ausstattungslinie des Impreza. Die Bezeichnung "VA" bezieht sich auf den interne Modell- / Chassis-Code von Subaru.
Der WRX und WRX STI sind zwei sportliche Modelle basierend auf dem GJ/GP Impreza. Sie erhielten mehr Leistung, ein strafferes Fahrwerk, stärkere Bremsen, eine leicht veränderte Karosserie und hatten eine geringere Bodenfreiheit. Der WRX unterschied sich nun optisch stärker vom Impreza als seine Vorgänger. Der Fahrzeugumriss des WRX wurde vom Impreza übernommen, sowie seine vorderen Türen, die Kofferraumklappe und das Interieur. Der komplette Vorderbau sowie die hinteren Kotflügel und Türen wurden allerdings für den WRX neu entworfen.
Subaru hatte versprochen mit der VA-Generation den WRX und WRX STI vollständig vom Chassis und der Karosserie des Impreza zu trennen, dies geschah jedoch nicht. Stattdessen basierte der neue WRX auf einem modifizierten Impreza-Chassis, mit leicht veränderter Karosserie. Subaru entschloss sich mit dieser Generation auch, die Fließheck-Variante des WRX und WRX STI einzustellen.

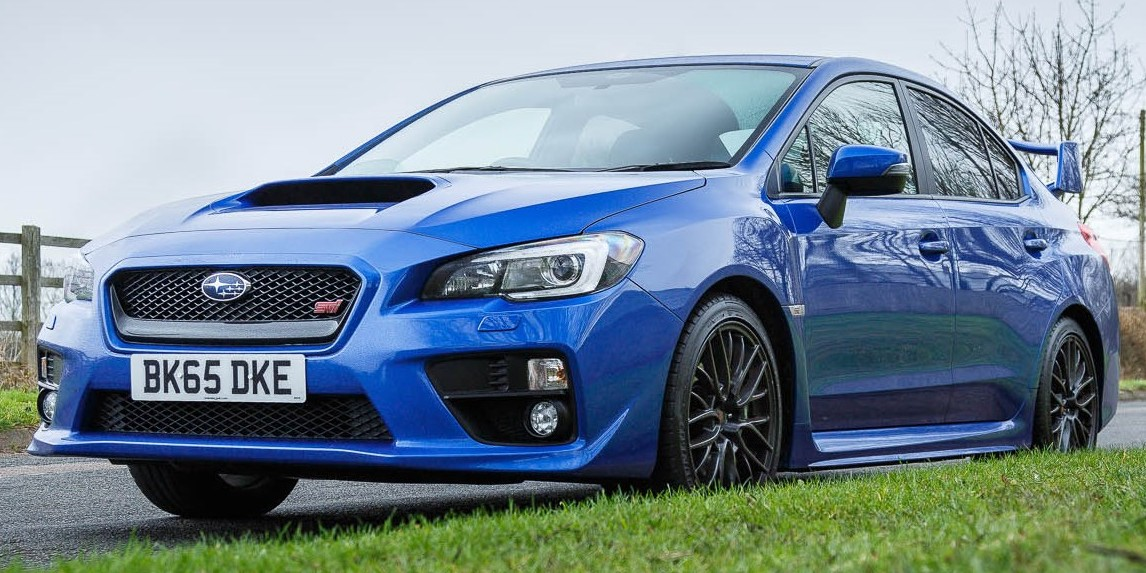
Subaru WRX STI (Vor-Facelift)
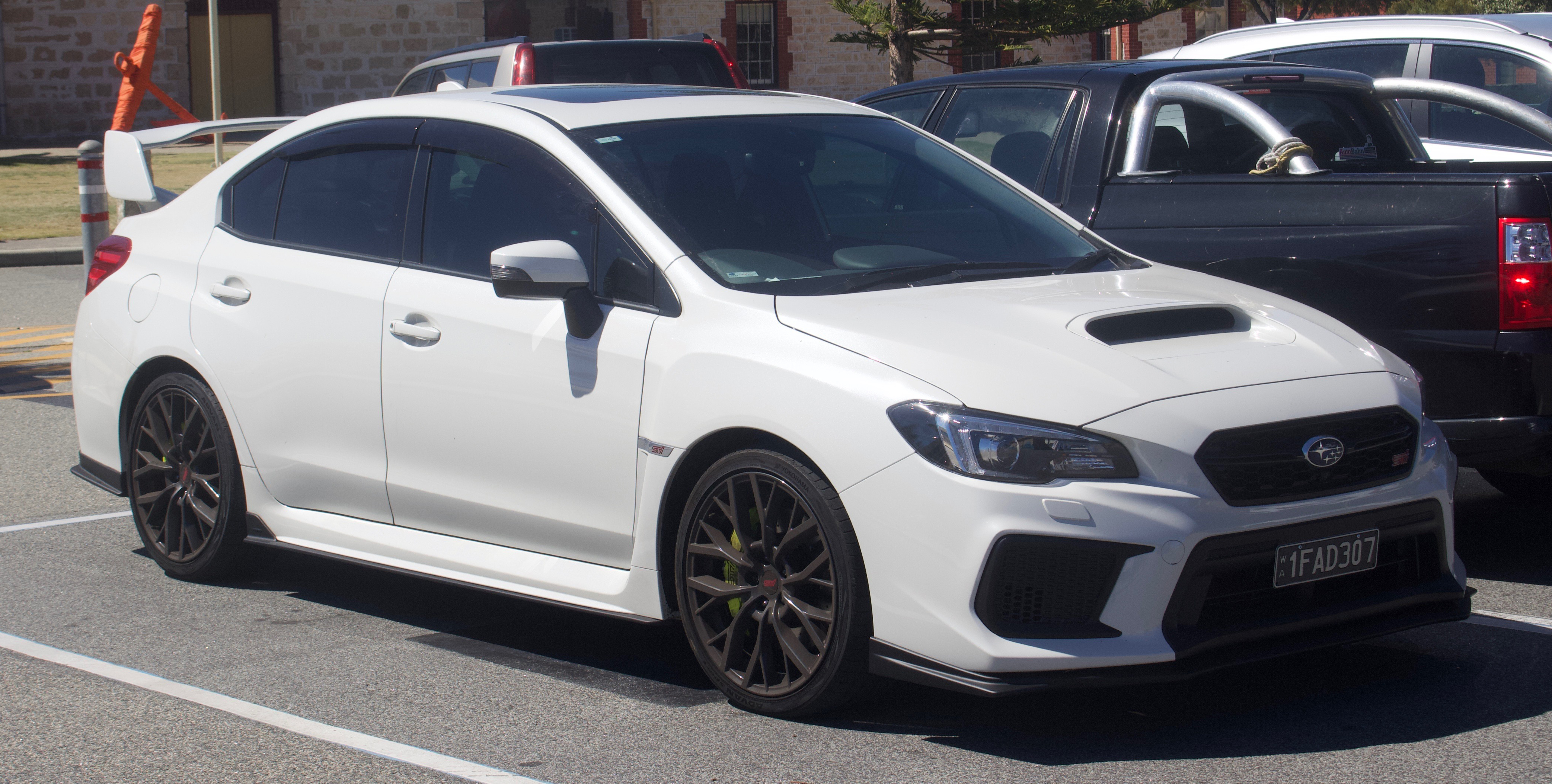
Subaru WRX STI (Facelift)
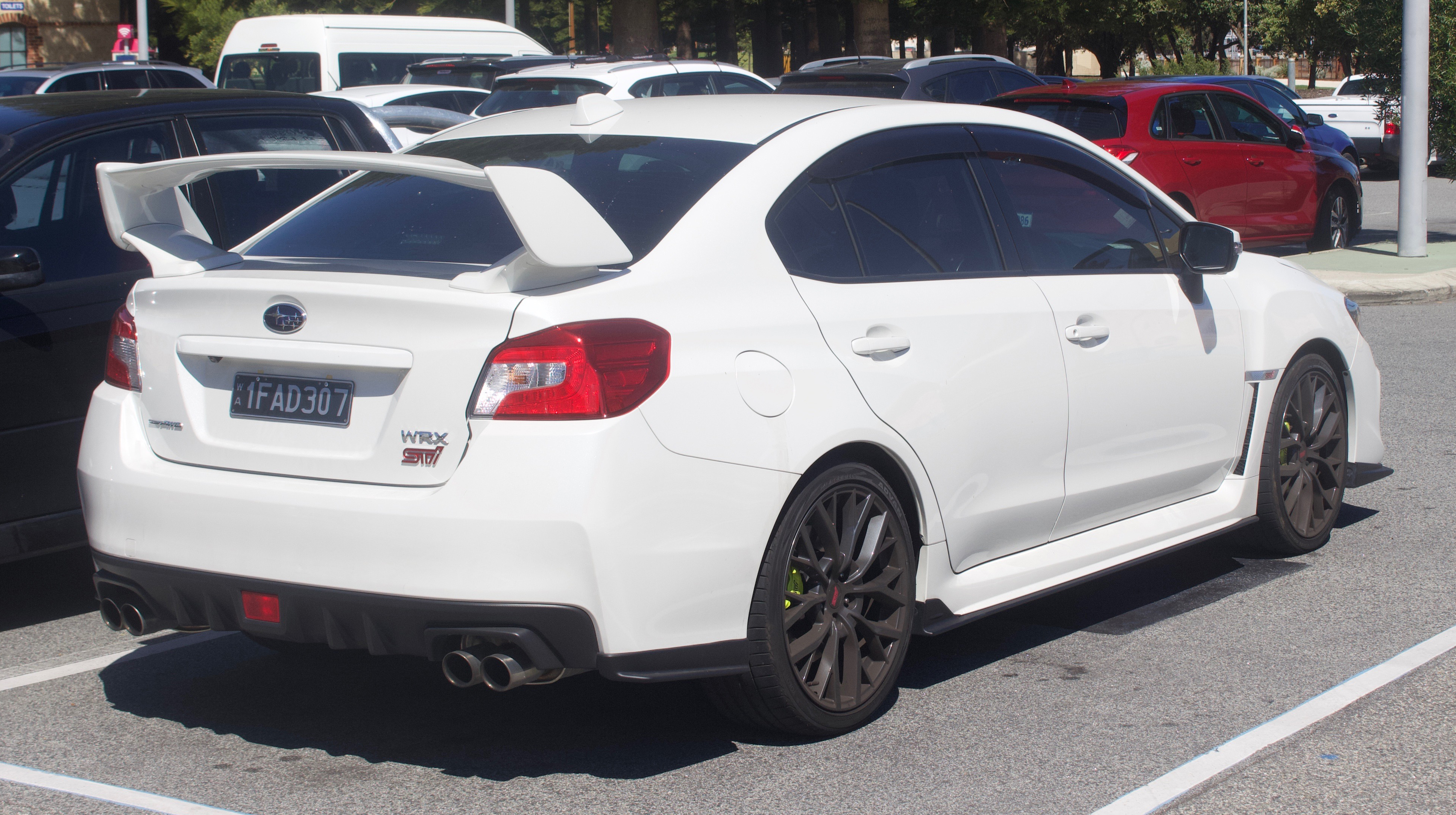
Heckansicht
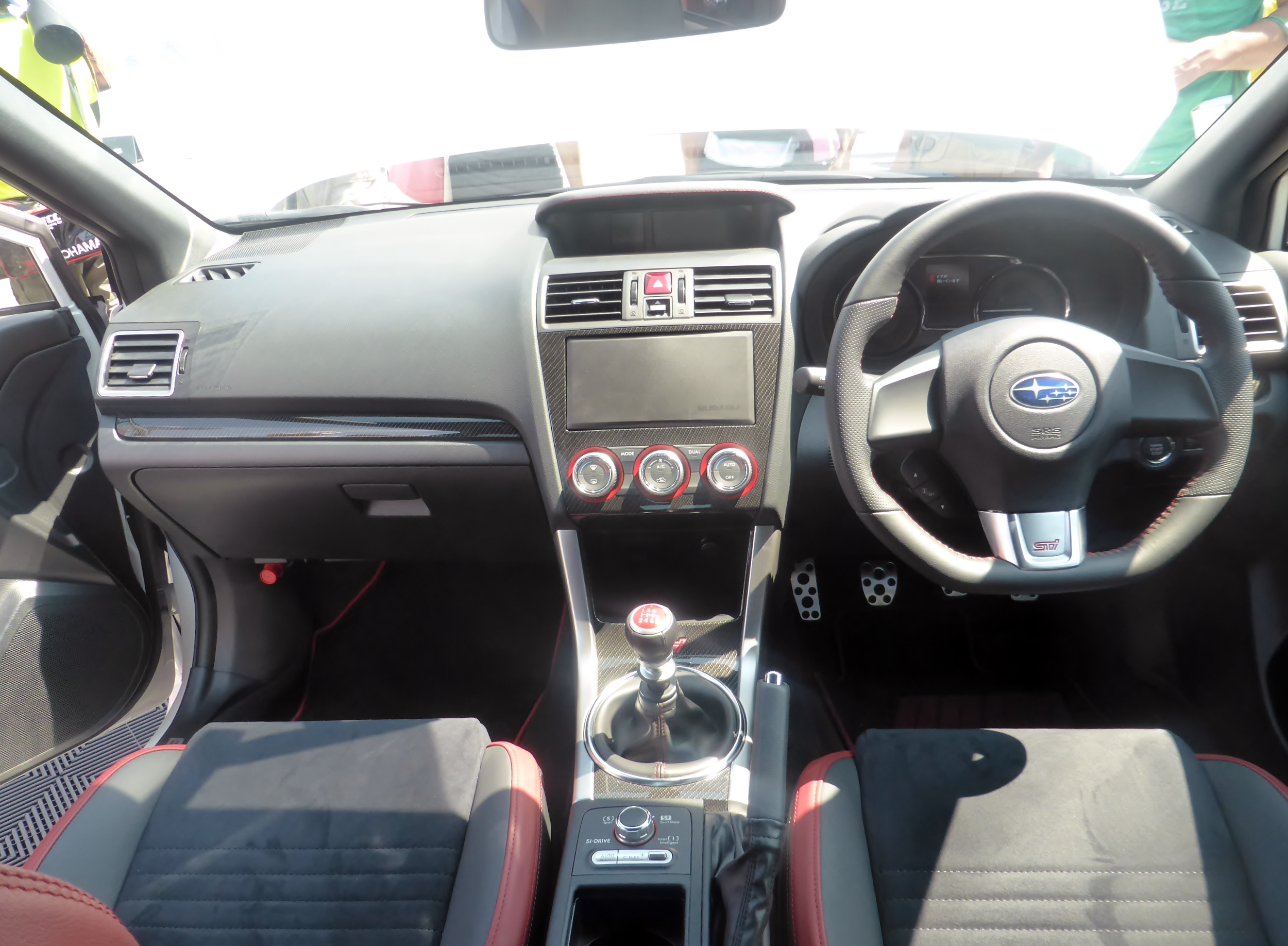
Innenraum (STI)

### Motoren

#### EU- und US-Ausführung
Weltweit wurde der WRX mit zwei verschiedenen Motoren ausgeliefert. Der WRX erhielt einen 2,0-Liter-FA20F-Boxermotor mit Turboaufladung, welcher 200 kW (272 PS) und 350 Nm leistete. Der WRX STI erhielt einen 2,5-Liter-EJ257-Boxermotor mit Turboaufladung, der 227 kW (309 PS) und 390 Nm leistete.

#### Japanische Ausführung
In Japan wurde der WRX als „WRX S4“ verkauft. Er erhielt denselben Motor wie die anderen Märkte, leiste hier allerdings 221 kW (300 PS) und 400 Nm. Der WRX STI erhielt in Japan, statt dem 2,5 Liter, einen kleineren 2,0-Liter-EJ207-Boxermotor mit Turboaufladung, welcher auch 227 kW (309 PS), aber 422 Nm leistete.

### Zulassungszahlen
Seit dem Marktstart 2014 bis einschließlich Dezember 2019 sind in der Bundesrepublik Deutschland insgesamt 881 Subaru WRX neu zugelassen worden. Mit 215 Einheiten war 2018 das erfolgreichste Verkaufsjahr.
|  |

|  |

|  |

|  |

|  |

|  |

|  |

|  |

|  |

|  |

|  |

|  |

|  |

|  |

|  |

|  |

|  |

|  |

|  |

|  |

|  |

|  |

|  |

|  |

|  |

|  |

|  |

|  |

|  |

|  |

|  |

|  |

|  |

|  |

|  |

|  |

|  |

|  |

|  |

|  |

|  |

|  |

|  |

|  |

|  |

|  |

|  |

|  |

|  |

|  |

|  |

|  |

|  |

|  |

|  |

|  |

|  |

|  |

|  |

|  |

|  |

|  |

|  |

|  |

|  |

|  |

|  |

|  |

|  |

|  |

|  |

|  |

|  |

|  |

|  |

|  |

|  |

|  |

|  |

|  |

|  |

|  |

|  |

|  |

|  |

|  |

|  |

|  |

|  |

|  |

|  |

|  |

|  |

|  |

|  |

|  |

|  | Benziner (881) |

|  | Benziner (881) |

## Zweite Generation (VB; seit 2021)
Auf die zweite Generation des WRX gab es bereits 2017 eine Vorschau durch die „Viziv-Performance-Concept“-Fahrzeuge. Der WRX wurde für die zweite Generation vollständig umgestaltet und auf die „Subaru Global Platform“ verlegt. Subaru wollte den neuen WRX ursprünglich am 19. August 2021 auf der New York International Auto Show vorstellen, allerdings wurde die Premiere durch die Absage der Show wegen der COVID-19-Pandemie auf den 10. September 2021 verschoben.
Die zweite Generation des WRX wird nicht mehr in Europa angeboten und lediglich auf dem nordamerikanischen, japanischen und australischen Markt verkauft. Der Kombi Levorg ist zudem mit dem Antrieb aus dem WRX erhältlich. STI stellt künftig nur noch eine Ausstattungsvariante dar. Sportlichste Ausstattungsvariante ist der TR.

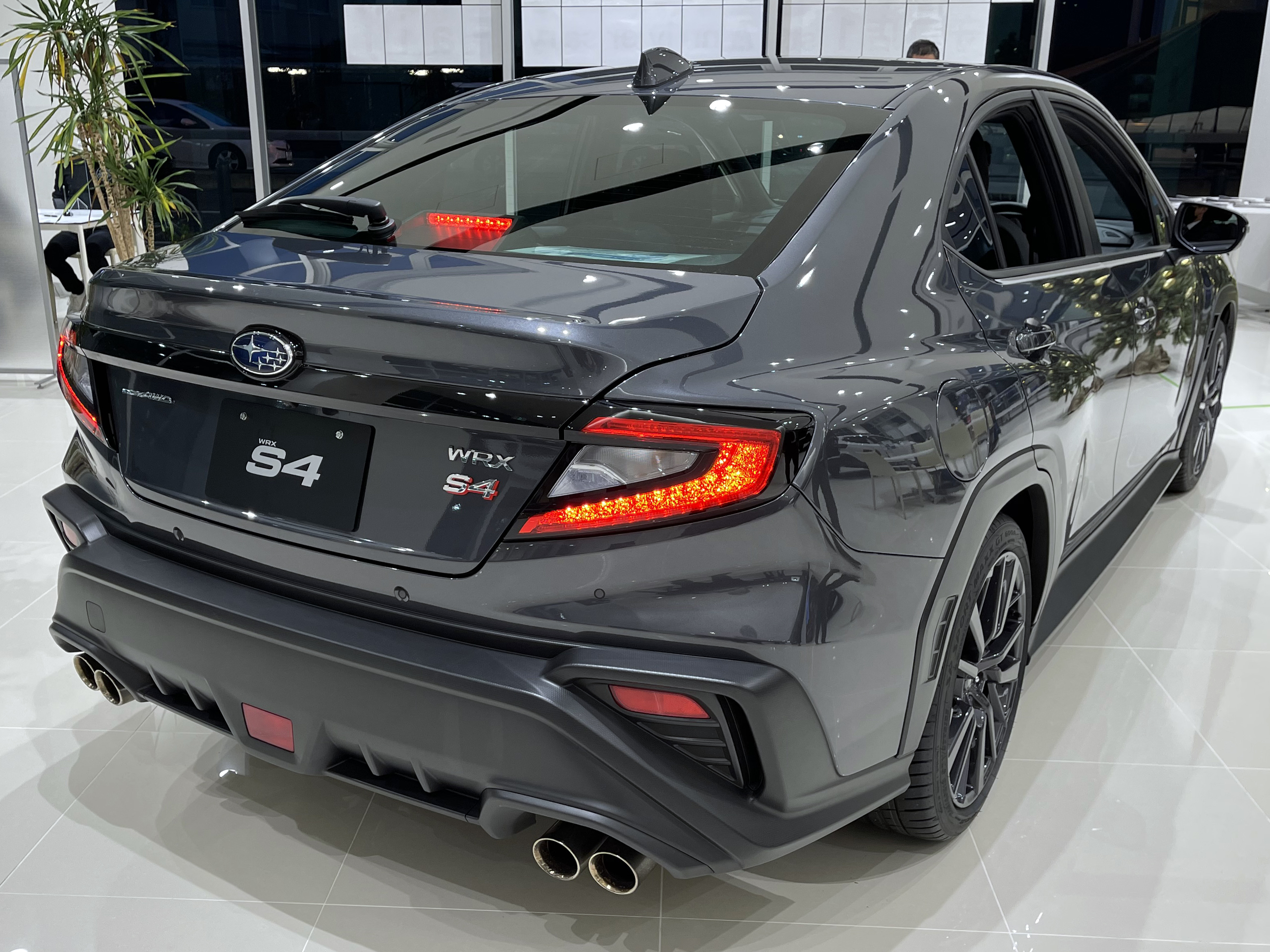
Heckansicht
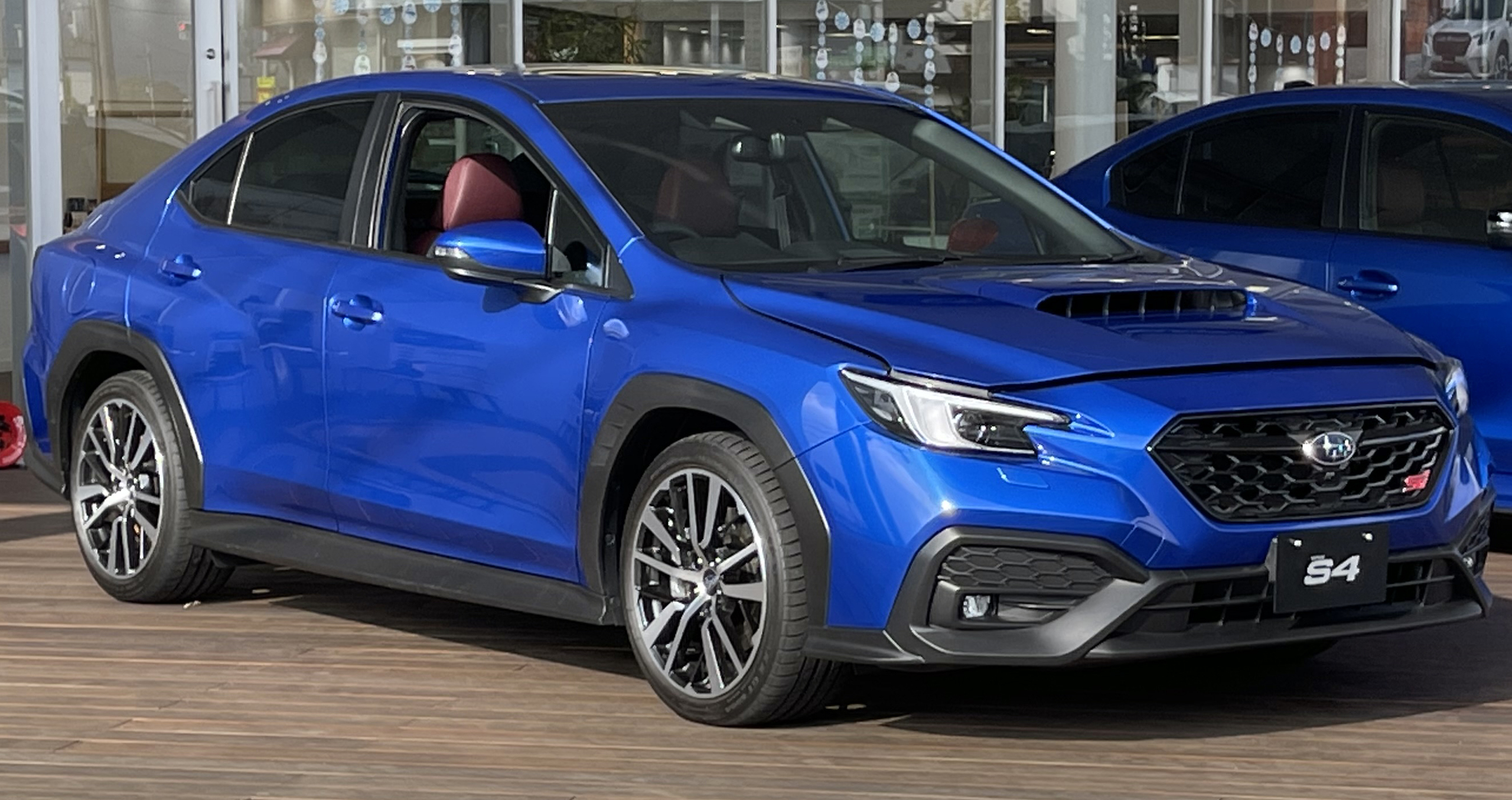
WRX S4 STI Sport R EX
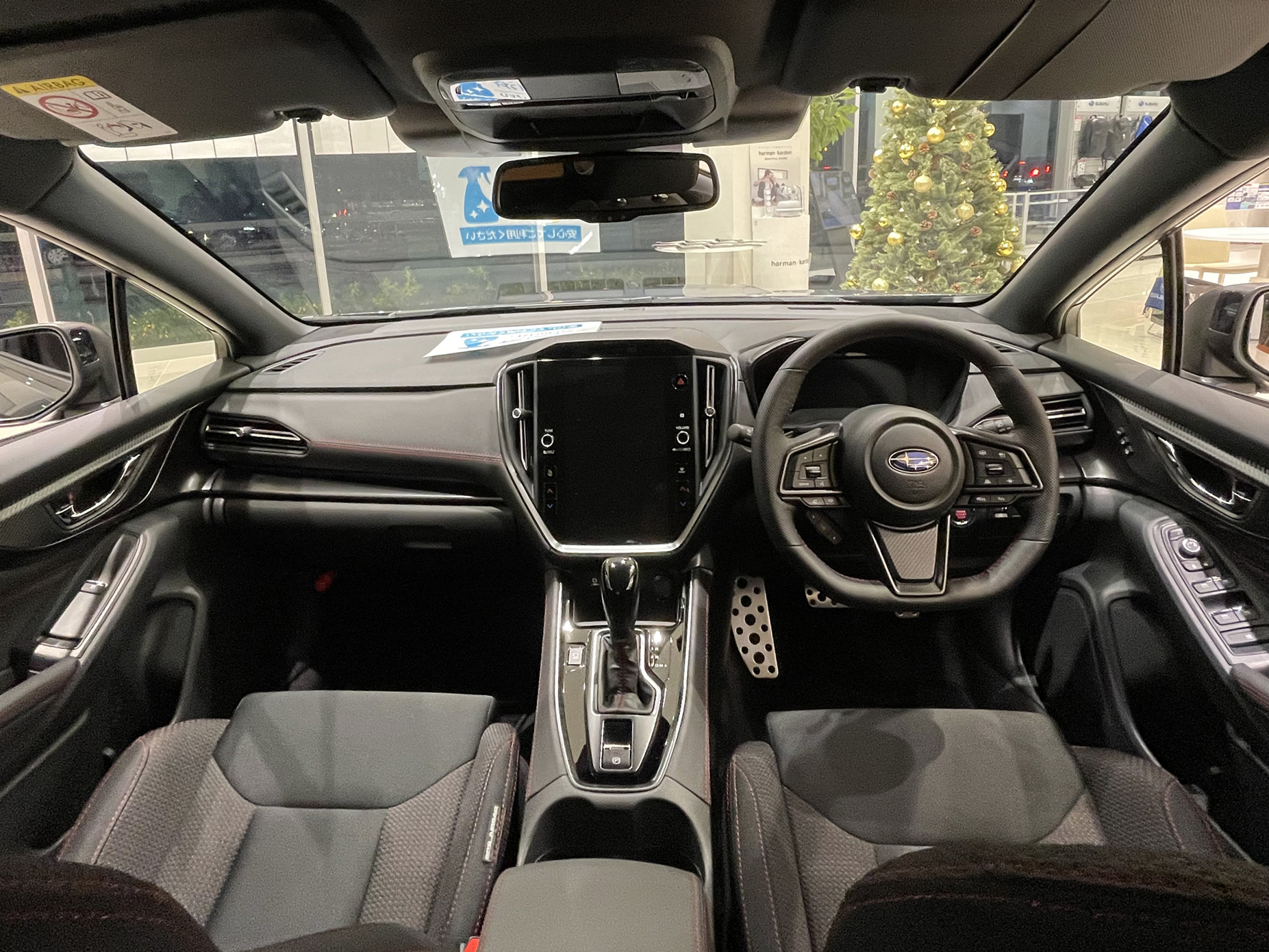
Innenraum
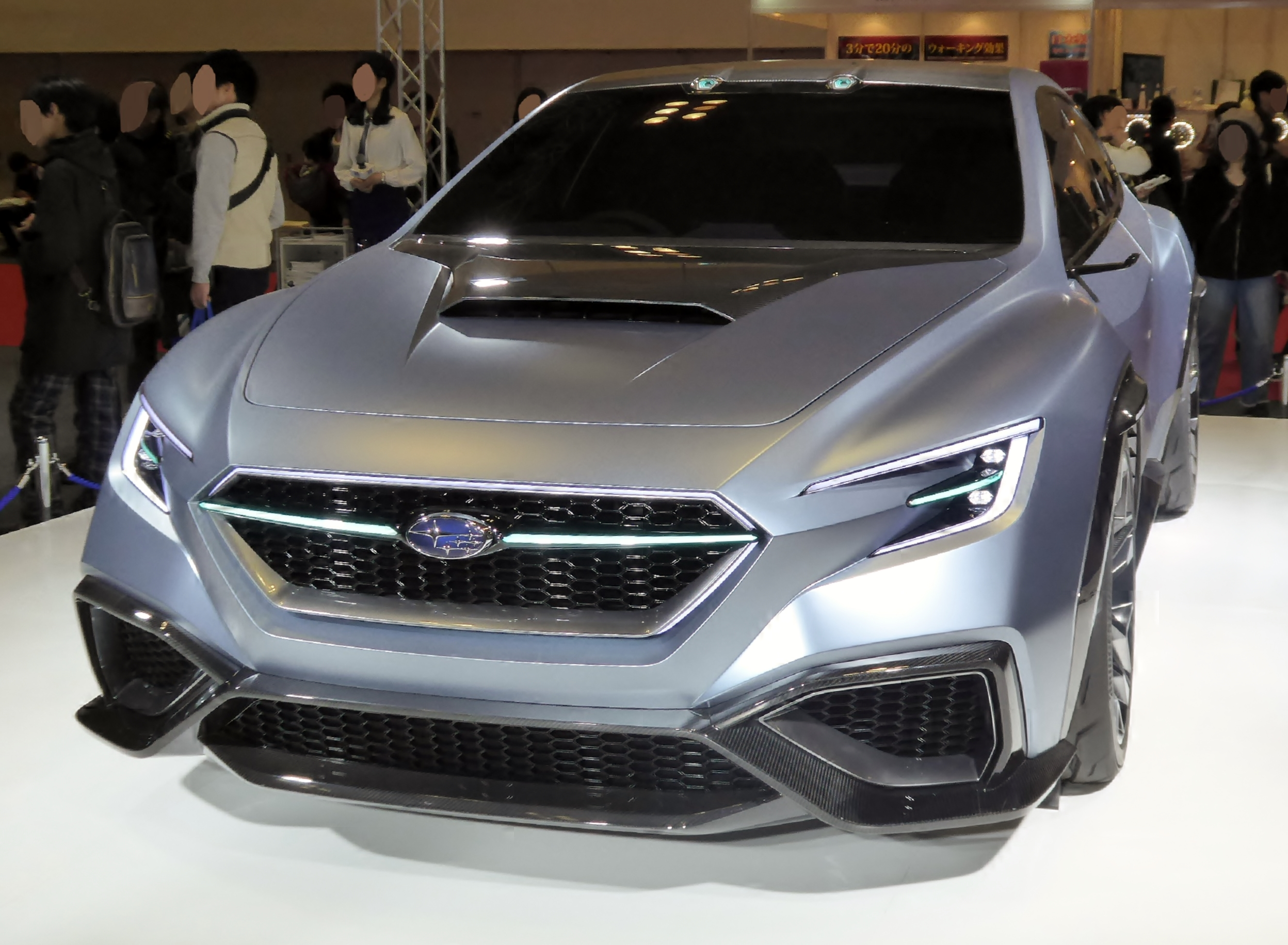
Subaru Viziv Performance Concept (2017)

### Technische Daten
| Kenngrößen                                  | 2.4 WRX                      |
| Bauzeitraum                                 | seit 11/2021                 |
| Motorkenndaten                              |                              |
| Motortyp                                    | 4-Zylinder-Boxer-Ottomotor   |
| Motoraufladung                              | Turbolader                   |
| Hubraum                                     | 2387 cm³                     |
| max. Leistung                               | 202 kW (275 PS) bei 5600/min |
| max. Drehmoment                             | 375 Nm bei 2000–4800/min     |
| Kraftübertragung                            |                              |
| Antrieb, serienmäßig                        | Allradantrieb                |
| Getriebe, serienmäßig                       | 6-Gang-Handschaltgetriebe    |
| Getriebe, optional                          | Lineartronic                 |
| Messwerte                                   |                              |
| Höchstgeschwindigkeit                       | 215 km/h                     |
| Beschleunigung, 0–100 km/h                  | 6,0 s                        |
| Kraftstoffverbrauch auf 100 km (kombiniert) | 9,3 l Super                  |
| Tankinhalt                                  | 63 l                         |